# Инструктор (ТВ серија)
Инструктор је хрватска хумористичка телевизијска серија. Премијерно је емитована на каналу РТЛ. Пилот епизода приказана је 15. маја, а премијерна епизода 10. септембра 2010. године. Сценарио су писали Невио Марасовић и Стјепан Перић који заједно са Дамиром Рончевићем и Свеном Медвешеком тумачи главну улогу.

## Радња серије
Телевизијска екипа на челу са новинаром (Свен Медвешек) одлази на острво Вис да сними репортажу о инструктору вожње (Стјепан Перић) и његовом једином полазнику аутошколе "Ђир", Марјану (Дамир Рончевић) из Загреба. Марјан се већ три године припрема за возачки испит, али и даље није спреман за њега.

## Улоге
| Глумац                 | Улога                   |
| ---------------------- | ----------------------- |
| Стјепан Перић          | инструктор              |
| Дамир Рончевић         | Марјан Шоштарић         |
| Свен Медвешек          | новинар                 |
| Иво Печаревић          | таксиста Иво            |
| Ленко Блажевић         | Поштар Лука             |
| Тончи Петковић         | Капетан Каруза          |
| Тена Јеић Гајски       | Лаура                   |
| Андријана Вицковић     | Службеница у ХААК-у     |
| Елвис Бошњак           | Роби                    |
| Дамир Пољичак          | Роба                    |
| Матија Јакшековић      | Вараждинац              |
| Стојан Матавуљ         | стриц                   |
| Маринко Прга           | Аутомеханичар           |
| Борко Перић            | Звездан                 |
| Драшко Зидар           | Игуман                  |
| Лука Драгић            | Деан Хорват             |
| Далибор Матанић        | дизајнер рекламе        |
| Аница Томић            | Њемица                  |
| Винко Краљевић         | Мајстор                 |
| Рената Сопек           | Маргарита               |
| Небојша Глоговац       | таксиста                |
| Слободан Тешић         | Кондуктер               |
| Зоран Марковић         | Црногорац               |
| Милан Павловић         | Полазник "Ћорсокак"     |
| Мехмет Ибрић           | Инструктор "Ћорсокак"   |
| Доротеа Лазанин Јеленц | уредница вести          |
| Јелена Вељача          | Љубица                  |
| Игор Ковач             | Жарко                   |
| Деан Кривачић          | Игор                    |
| Свен Медвешек          | Гроф                    |
| Горан Иванишевић       | Горан Иванишевић        |
| Златан Зухрић          | Инструкторов инструктор |
| Бранко Смиљанић        | Драгутин Блажек млађи   |
| Божидар Смиљанић       | Драгутин Блажек         |
| Божидар Алић           | италијански испитивач   |